# Brookesia lolontany
Brookesia lolontany är en ödleart som beskrevs av  Christopher John Raxworthy och NUSSBAUM 1995. Brookesia lolontany ingår i släktet Brookesia och familjen kameleonter. IUCN kategoriserar arten globalt som nära hotad. Inga underarter finns listade.